# Napsugár (televíziós sorozat, 2017)
A Napsugár (eredeti cím: Sunny Day) 2017 és 2020 között vetített kanadai–brit–amerikai televíziós 2D-s számítógépes animációs fantasy sorozat, amelynek a készítője Abie Longstaff. Az Egyesült Államokban 2017. augusztus 21-én a Nickeledeon mutatta be. Magyarországon 2018. február 5-én a Nick Jr. mutatta be.

## Cselekmény
Ebben a zenés vidám, kalandos animációs sorozatban a tehetséges fodrász, Napsi a pozitív hozzáállásával, a szellemi erejével kreatívan oldja meg a problémáit, és segít a barátainak Kedvesvölgyben.

## Szereplők

### Főszereplők
| Szereplő | Eredeti hang     | Magyar hang   |
| -------- | ---------------- | ------------- |
| Napsi    | Lilla Crawford   | Csuha Borbála |
| Pamacs   | Rob Morrison     | Csiby Gergely |
| Rox      | Élan Luz Rivera  | Czető Zsanett |
| Blair    | Taylor Louderman | Hermann Lilla |

### Mellékszereplők
| Szereplő  | Eredeti hang           | Magyar hang        |
| --------- | ---------------------- | ------------------ |
| Timmy     | Kevin Duda             | Bogdán Gergő       |
| Cindy     | Melissa van der Schyff | Laudon Andrea      |
| Lacey     | Fern Stiles            | Molnár Ilona       |
| KC        | Melissa van der Schyff | Zakariás Éva       |
| Scratch   | Josh Ruben             | Nagy Gereben       |
| Annabella | Athena Ripka           | Károlyi Lili       |
| Dominica  | Sarah Bolt             | Györfi Laura       |
| Dudley    | Dave Droxler           | Straub Martin      |
| Hannah    | N/A                    | Lamboni Anna       |
| Johnny    | Kyle Dean Massey       | Gacsal Ádám        |
| Junior    | Jesus Del Orden        | Berecz Kristóf Uwe |
| Mandy     | N/A                    | Gulás Fanni        |
| Peter     | Chris Knowings         | Baráth István      |
| Bertie    | N/A                    | Szolnoki Péter     |

## Évados áttekintés
| Évad | Évad  | Epizódok | Eredeti sugárzás    | Eredeti sugárzás | Magyar sugárzás   | Magyar sugárzás      |
| Évad | Évad  | Epizódok | Évadpremier         | Évadfinálé       | Évadpremier       | Évadfinálé           |
| ---- | ----- | -------- | ------------------- | ---------------- | ----------------- | -------------------- |
|      | Pilot | Pilot    | 2016. november      | 2016. november   | TBA               | TBA                  |
|      | 1     | 40       | 2017. augusztus 21. | 2019. június 23. | 2018. február 11. | 2019. szeptember 24. |
|      | 2     | 20       | 2019. április 14.   | 2020. március 1. | 2019. október 29. | TBA                  |